# Ecto-1

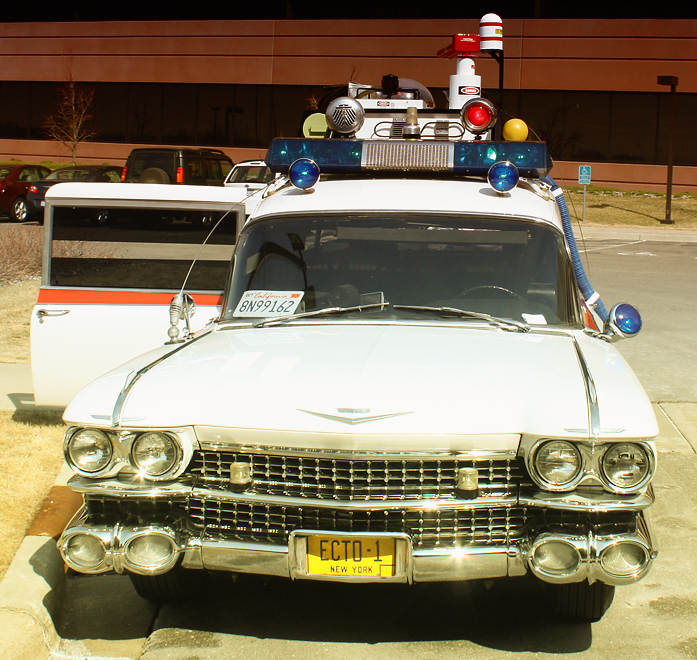
L'originale Ecto-1 dopo il restauro

La Ecto-1 è l'automobile utilizzata dai Ghostbusters come veicolo d'emergenza. È conosciuta anche come Ectomobile, per la canzone della colonna sonora Cleanin' up the town dei Bus Boys, dove viene soprannominata in questa maniera.
Il modello è una Cadillac Ambulance Miller-Meteor limo-style endloader combination del 1959, versione prodotta dalla Miller-Meteor di Piqua, Ohio, che aveva la licenza per modificare i veicoli Cadillac nelle versioni ambulanza, carro funebre e limousine. In questo caso, si tratterebbe di una versione custom della Futura combination limousine-ambulance, che prevedeva l'utilizzo della piattaforma e lo chassis delle ambulanze, insieme con alcuni elementi delle limousine come le portiere posteriori e le superfici vetrate. Difatti, negli Stati Uniti, questa particolare combinazione era usata dai Pronto Soccorsi come ambulanza. La sigla Futura identifica la versione. Alcune repliche circolanti, data la scarsa reperibilità dell'originale, usano la molto simile versione Eureka, che si differenzia principalmente nella parte posteriore.
Per i Ghostbusters, l'auto si presenta bianca con ali rosse, logo del fantasma barrato sulle portiere anteriori, lampeggianti blu e varie apparecchiature sperimentali sul tetto. Monta anche una sirena con un suono distinto, che si differenzia da quelli della polizia o delle ambulanze, persino dei camion dei pompieri. Per il film, la macchina fu modificata appositamente da Stephen Dane, accreditato nei titoli di coda come hardware consultant. L'idea originale del veicolo, ad ogni modo, venne da Dan Aykroyd, che la descrisse dettagliatamente nelle prime stesure del copione.

## Caratteristiche

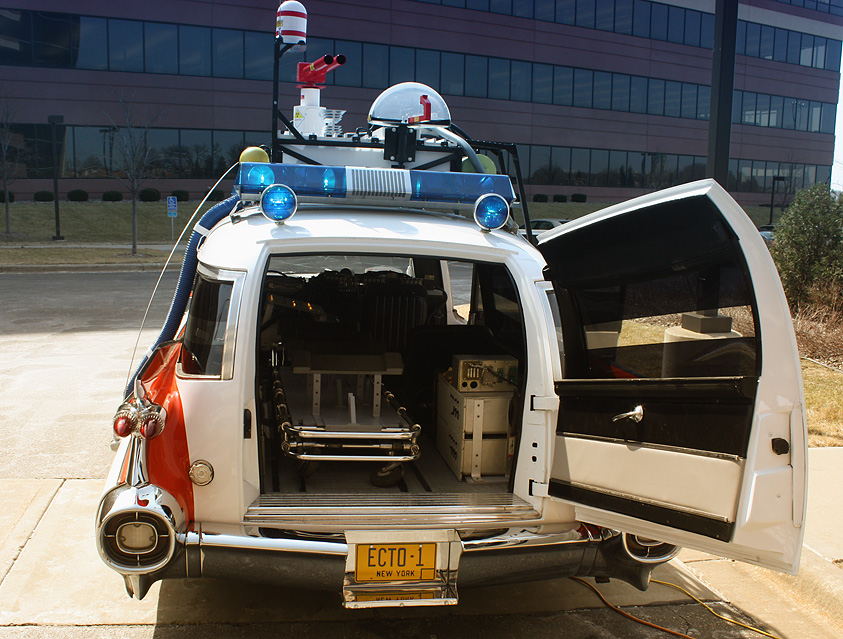
Vista posteriore della Ecto-1

La Ecto-1 compare per la prima volta nel film del 1984. L'idea di base era stata sviluppata da Dan Aykroyd durante la stesura della sceneggiatura e, com'era solito nelle abitudini dell'autore, era un'idea molto elaborata e complicata che dovette essere ridimensionata per il film. Secondo lo script originale, infatti, la Ecto-1 non era solo un veicolo di emergenza che portava gli acchiappafantasmi per le strade di New York, ma era capace di compiere viaggi inter-dimensionali e addirittura infrangere le barriere spazio-tempo. La descrizione la vedeva nera, con lampeggianti bianchi e porpora, che davano al veicolo una sorta di aura violacea. Successivamente, tutto lo script venne rivisto, e la Ecto-1 divenne un veicolo d'emergenza che doveva accompagnare gli Acchiappafantasmi per le strade di New York, senza trovate fantascientifiche. Anche il colore venne scartato, perché girando di notte la macchina sarebbe stata poco riconoscibile e difficile da vedere.
La prima apparizione è in una scena dedicata solo all'auto. Ray Stantz si presenta alla caserma con la Cadillac ancora nera, appena acquistata per la cifra di 4 800 dollari, benché ci siano da "sistemare le sospensioni, la frizione, l'impianto elettrico, la trasmissione, la scatola dello sterzo, le fasce elastiche, la marmitta e altre sciocchezze". Ray ci si dedica subito, e lo si vede steso nel cofano mentre armeggia nella meccanica. Nella scena della "Chiamata", la Ecto viene vista per la prima volta in azione. Si apre il portone della caserma, si avvia il motore, i lampeggianti e le luci si accendono e la sirena comincia a suonare. Segue una sgommata e l'auto che si lancia verso la destinazione. Nell'arco del film, la Ecto ha un ruolo di rilievo rappresentando i Ghostbusters come un veicolo d'ordinanza, e questi non vengono mai visti spostarsi a piedi neanche per una situazione imprevista. Benché l'auto non compia evoluzioni o manovre particolari che di solito contraddistinguono le auto da film, questa è entrata nell'immaginario collettivo grazie ad una caratteristica particolare che è possibile notare guardando il film: è praticamente invulnerabile. Nel pezzo finale, quando si scatena la furia di Gozer e cominciano terremoti e catastrofi, l'auto si trova nel bel mezzo della situazione, ma non riporta neppure un graffio, al contrario di una vicina Dodge Monaco della polizia newyorkese che viene inghiottita in un fosso. Successivamente, più sale la collera del dio Ittita, più la scena si fa pesante. Volano giù sassi, calcinacci e detriti, ma l'auto rimane impassibile senza essere scalfita. Solo dopo l'esplosione dello Stay Puft viene investita da una cascata di marshmallow sciolto che la inzacchera, ma questo non la danneggia dal punto di vista materiale. Nella scena di chiusura, l'auto si districa tra i molti sostenitori presenti, e si allontana con la sirena spiegata.

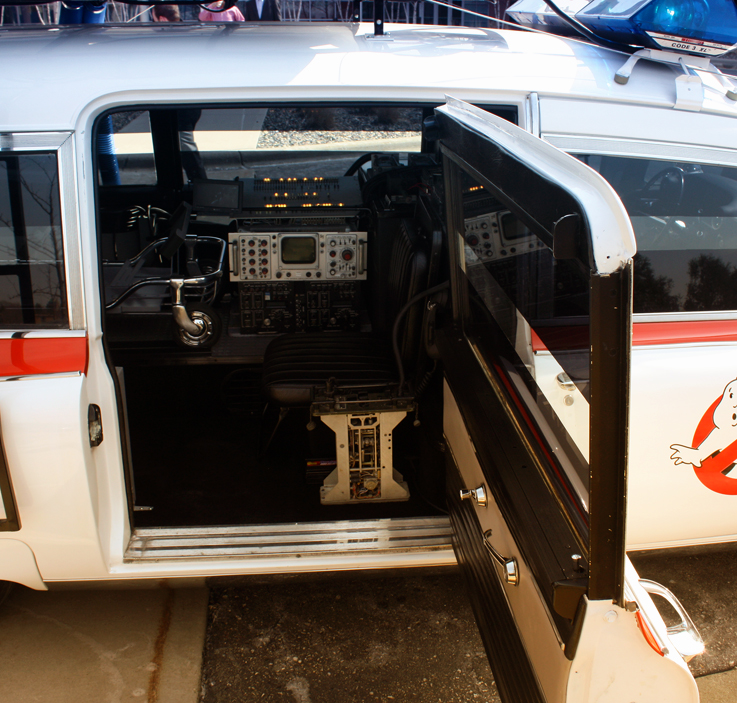
Strumentazione di bordo

Nel film venne usata una sola auto per rappresentare la Ecto, cosa molto rischiosa nelle produzioni cinematografiche, poiché in caso di guasto o perfino di incidente, questo causerebbe notevoli ritardi alle riprese e conseguenti guai alla produzione. Nella scena in cui Ray e Winston chiacchierano percorrendo il ponte di Brooklyn, quando la macchina viene inquadrata con veduta aerea, durante le riprese la macchina si guastò. L'inconveniente riguardava solo la meccanica, e la macchina venne riparata per poter essere usata nelle scene successive.
L'originale Cadillac Ambulance del 1959, dopo le riprese, venne lasciata nel retro degli Universal Studios per parecchi anni, in stato di abbandono. Nel 2008 un team si è dedicato al restauro dell'auto, riportandola alla sua originale bellezza.
Nel novembre 2021, l'auto è stata rubata in Italia, dopo l'esposizione alla rassegna Lucca Comics; dopo l'evento, l'auto avrebbe dovuto essere portata in tour, in vista della pubblicità per il nuovo film della serie.
Pochi giorni dopo venne annunciato che la Cadillac Ecto-1 non era stata davvero rubata ma che si trattava di una trovata commerciale fatta in collaborazione col rapper italiano Fabio Rovazzi per promuovere il nuovo capitolo della serie.

## Ecto 1A
Nel 1989, nel sequel Ghostbusters II, la Ecto-1 si presentò come un'auto molto trasandata, sporca, con la marmitta rotta e senza le coppe delle ruote. Questo era dovuto alla crisi che albergava nella squadra degli acchiappafantasmi, che ormai non si dedicavano più alla cattura di spettri. In seguito al ritorno negli affari, la loro auto viene marcatamente ristilizzata. Sulle portiere compare il nuovo logo, che viene applicato anche sul cofano. Il tetto viene riempito di nuovi elementi, tra i quali lampeggianti multicolore, posti su più livelli uno sopra l'altro, due parabole, una all'altezza del 3/4 posteriore destro e una su quello sinistro, sopra un altro nucleo di lampeggianti, due schermi luminosi che fanno scorrere messaggi pubblicitari, scritta "We believe you - Call JL5-2020" e "Call me" sui parafanghi anteriori, scritta "Call JL5-2020" sui parafanghi posteriori, strisce gialle e nere sulla fiancata e sotto il portellone del bagagliaio, faretti di posizione adiacenti agli specchietti retrovisori, nuovi pneumatici sportivi Goodyear Polyglas GT e nuove coppe per le ruote.
L'auto appare un po' meno rispetto al primo episodio, ma nella parte centrale, nella quale i Ghostbusters sono tornati alla ribalta e si vede la carrellata di immagini che lo celebra, la Ecto si esibisce per la prima volta in alcune manovre limite. La prima, quando la si vede tagliare la strada ad un taxi mentre cambia repentinamente direzione a sirene spiegate. La seconda, quando passando con semaforo ormai rosso, ingombra l'incrocio prepotentemente e va in sottosterzo. Successivamente, comparirà solo per portare i protagonisti al museo di arte. In quel pezzo, Egon, osservando la targa, fissa l'immagine della Statua della Libertà che vi è sopra riportata. Questo ispirerà i 4 alla soluzione finale del film e, stranamente, la Ecto sembra anche in questo caso ritagliarsi un piccolo spazio per la gioia dei suoi estimatori. Particolare quasi impercettibile, nella sequenza nella quale la Ecto arriva sotto casa di Peter, la targa riporta Ecto-2, contrariamente alla targa effettiva che è Ecto-1A. Si tratta di una sorta di scherzo, inserito per i cercatori di curiosità, in riferimento al fatto che nel secondo film la Ecto avrebbe dovuto chiamarsi Ecto-2, e non Ecto 1A.
Sia nel primo che nel secondo film, la macchina non viene mai nominata come Ecto 1 o Ectomobile. Solo nella serie animata The Real Ghostbusters viene riconosciuta come Ecto 1, e nella canzone dei Bus Boys Cleanin' up the town (inclusa nella colonna sonora) vi è un piccolo pezzo in cui dice So they ravved up the Ectomobile. Nelle pellicole, la macchina non viene neanche inserita in nessun discorso o battuta, fatta eccezione quando viene presentata, non casualmente, da Ray Stantz/Dan Aykroyd che è un noto appassionato di auto. Al contrario, nel cartone animato, la macchina ricalca un ruolo di rilievo, essendo sempre presente e venendo definita da Ray come "Una di famiglia". È presumibile che la maggior parte della popolarità (e quindi la conseguente diffusione del nome) siano dovute principalmente alla serie animata, più che al film stesso.

## Modellismo
Esistono diversi modelli in scala della Ecto-1 messi in commercio. La Kenner ne realizzò una versione come parte del merchandising della serie animata. Questa versione non è comunque un modellino in scala di una vera Cadillac, ma solo una rielaborazione dei disegni animati (quindi molto sproporzionata), ma vendette parecchio all'epoca e oggi è ricercata dagli amanti di giocattoli e da collezionisti vintage.
La Polar Lights ha realizzato un kit di montaggio scala 1/24 molto semplice da montare, che richiede solo alcuni ritocchi con il pennello.
La Johnny Lightning ha realizzato versioni in scala 1:64 sia della Ecto-1 che della Ecto-1A, comprese alcune versioni con colorazioni differenti.
La AMT/Ertl ha realizzato un kit di montaggio scala 1/25 della Ecto-1A all'epoca del film, e questo pezzo è già più valutato rispetto a quello della Polar Lights.
La versione scala 1/21 della Ecto-1 realizzata dalla Joyride è rintracciabile solo a prezzi elevati, essendo tra i modelli in scala più ambiti e conseguentemente preziosi insieme ad altri nomi celebri come la V8 Interceptor di Mad Max e la Plymouth Fury '58 del film Christine - La macchina infernale.
Nel 2020 la LEGO ne realizza un set nella collezione Creator. Si tratta di set composto da ben 2352 pezzi, di notevoli dimensioni (47x22 cm), con dettagli (apparecchiature, meccanica, elementi, adesivi) particolarmente curati.